# Melgar de Abajo
Melgar de Abajo ist ein Ort und eine nordspanische Gemeinde (municipio) mit nur noch 114 Einwohnern (Stand: 2024) in der Provinz Valladolid der Autonomen Region Kastilien-León.

## Lage und Klima
Der Ort Melgar de Abajo liegt am Río Cea in der Iberischen Meseta gut 90 km (Fahrtstrecke) nordwestlich von Valladolid bzw. gut 65 km südöstlich von León in einer Höhe von ca. 800 m. Das Klima im Winter kann kalt, windig und regnerisch sein, im Sommer dagegen ist es meist warm bis heiß; der spärliche Regen (ca. 400 mm/Jahr) fällt – mit Ausnahme der trockenen Sommermonate – verteilt übers ganze Jahr.

## Bevölkerungsentwicklung
| Jahr      | 1857 | 1900 | 1950 | 2000 | 2019 |
| Einwohner | 515  | 690  | 684  | 175  | 112  |

Der kontinuierliche Bevölkerungsrückgang in der zweiten Hälfte des 20. Jahrhunderts ist im Wesentlichen auf die Mechanisierung der Landwirtschaft, die Aufgabe bäuerlicher Kleinbetriebe sowie die daraus resultierende Arbeitslosigkeit zurückzuführen (Landflucht).

## Wirtschaft
Die Einwohner von Melgar lebten jahrhundertelang hauptsächlich als Selbstversorger von der Landwirtschaft, zu der auch ein wenig Viehzucht (Schafe, Ziegen, Hühner) und in geringem Umfang auch der Weinbau gehörte. Haltbare oder haltbar gemachte Überschüsse wie Getreide, Tierhäute etc. konnten wegen der großen Entfernungen zu den städtischen Märkten nur an fahrende Händler verkauft werden.

## Geschichte
Im 8. Jahrhundert wurde das Gebiet von den Mauren erobert, doch bereits im 9. Jahrhundert eroberten asturisch-leonesische Heere die Gebiete nördlich des Duero zurück (reconquista). Ende des 10. Jahrhunderts machte der maurische Heerführer Almansor die christlichen Erfolge vorübergehend wieder zunichte. Im 11. Jahrhundert dehnte das Königreich León sein Herrschaftsgebiet erneut bis zur Duero-Grenze aus. Nach vorangegangenen Versuchen vereinigte sich León im Jahr 1230 endgültig mit dem Königreich Kastilien. Seine Blütezeit erlebte der Ort in der frühen Neuzeit.

## Sehenswürdigkeiten
- Die Iglesia del Salvador ist ein dreischiffiger Ziegelsteinbau im Mudéjar-Stil mitsamt mittigem Glockenturm (campanario) des 16. Jahrhunderts. Das leicht aus der Flucht vortretende Portal ist gerahmt; der Turm ist durch entsprechende Steinsetzungen (Zahnschnittfriese) optisch in drei Geschosse unterteilt. Das Innere der Kirche ist im 18. Jahrhundert im Stil des barocken Klassizismus umgestaltet worden; interessant ist das Altarretabel (retablo).[4]
- Die (derzeit geschlossene) Iglesia de San Juan ist ein dreischiffiger Ziegelsteinbau mitsamt seitlichem Glockenturm des 16. Jahrhunderts im Mudéjar-Stil; die schmucklose Fassade ist eine Hinzufügung des 18. Jahrhunderts.[5]